# Association sportive d'Hammamet (basket-ball)
Pour les articles homonymes, voir Association sportive d'Hammamet et ASH.
L'Association sportive d'Hammamet ou ASH est un club de basket-ball tunisien basé à Hammamet.

## Palmarès
| International                                              |
| ---------------------------------------------------------- |
| - Coupe arabe des clubs champions (0) : - Finaliste : 2013 |